# Otto Plato von Helversen

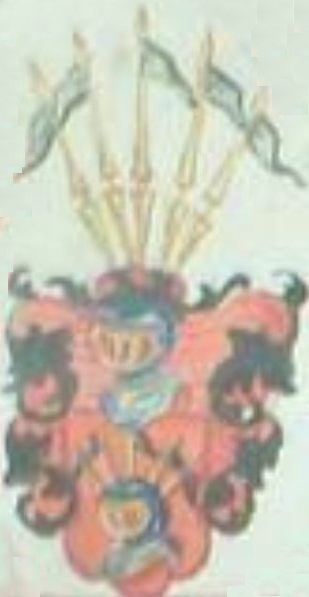
Wappen derer von Helversen, aus Ahnenprobe 1755

Otto Plato von Helversen (* 1563 in Hildesheim; † 4. Januar 1626 in Wolfenbüttel) war Offizier im Dienste verschiedener Mächte, fürstlich magdeburgisch-braunschweigischer Obrist und zuletzt Generalleutnant des niedersächsischen Reichskreises im Dreißigjährigen Krieg. Zudem war er Gutsherr auf Brokeloh, Landesbergen und der Domäne Brandenburg in Schaumburg-Lippe.

## Herkunft

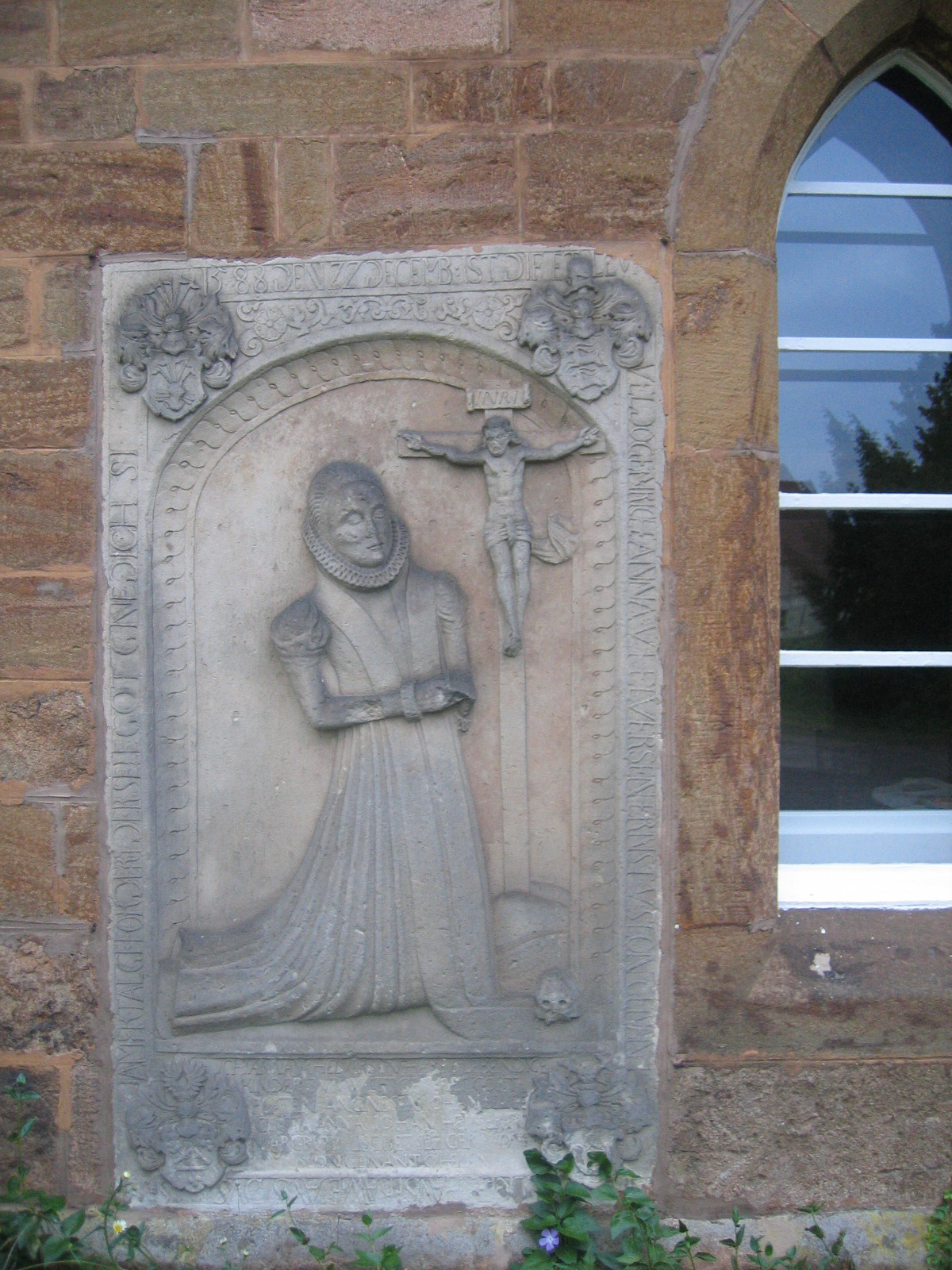
Epitaph der Anna von Helversen († 1588), Schloss Hollwinkel

Er entstammte einer seit 1242 nachweisbaren Familie aus dem Fürstentum Grubenhagen. Otto Plato von Helversen war Sohn der Catharina Schult von Bremen und des Heimard von Helversen (* 1530 in Hameln; † 1592 in Hildesheim), einem Sohn des Plato von Helversen, Obristlieutenant und Erbgesessenen zu Hameln, und dessen Gemahlin Agnesa Bock von Northolte (Borck von Nordholz). Ottos Tante Anna, geb. von Helversen († 1588), war die Mutter des Offiziers Cordt Plato von Schloen, der ab April 1600 unter Otto Plato von Helversen bei der braunschweigischen Reiterei diente.

## Leben

### Laufbahn bis 1591
Otto Plato besuchte die Schule in Hildesheim, war Page für den Hildesheimer Domdekan Heinrich Carl von Kirchberg und sodann im Alter von 15 Jahren mit Hauptmann Adam von Lipsdorf als dessen Schützling in den Niederlanden. Er war fortan für den Großteil seines Lebens auf zahlreichen Feldzügen, diente vielen verschiedenen Feldherren und durchlief eine abenteuerliche Karriere im Dienste verschiedener Mächte.
1585 kam er mit 17 Jahren in die Dienste des Gebhard Graf von Mansfeld und wurde in den Krieg in Frankreich geführt. Er weilte dann in England und dann wieder in den Niederlanden. Im August 1587 war er in Frankreich am Einfall in Campania (Champagne?) beteiligt, wohl im Rahmen der englisch finanzierten Unterstützung der Calvinisten im Zuge des Einfalls deutscher Söldnerarmeen des Fabian I. von Dohna (1550–1622) bis an die Loire. 1589 nahm er am Feldzug des Obersten Thomas von Griechingen gegen Paris teil. Otto Plato leistete dann als Fähnrich Dienste für die niederländischen Provinzen Groningen (unter Oberst von Prenger) und Friesland, wonach er sich vom vormaligen Gegner, den Spaniern, anwerben ließ.

### Im Dienste Habsburgs
Um 1591 stand er im Dienst des Königs von Spanien als Leutnant gegen die Türken. Er kam 16 Monate lang unter dem askanischen Herzog Franz II. von Sachsen als Quartiermeister für 1000 Pferde in Ungarn in habsburgischem Sold zum Einsatz und diente dann als Proviantmeister, ebenfalls für 1000 Pferde unter dem Obristen Kritznetzk von Koschalewitz (Kolešovice/Koleschowitz?). Er nahm 1594 im Dienst für Herzog Franz von Braunschweig-Lüneburg-Dannenberg (1572–1601) als Kombattant an der Schlacht bei der Festung Erla in Oberungarn gegen die Osmanen teil und bewahrte dabei den Feldmarschall von Barnstein vor der Gefangennahme, wonach er zum Obristwachtmeister befördert wurde.
Im selben Jahr heiratete er, mit 31 Jahren, die mährische Baronesse Eva Hostivarska z Kostelce (Tochter des Paul Horsti-Warsche von Kostelitz, Erbherr auf Dassewitz) in Strašnice, mit der er 1595 ins niedersächsische Reichsterritorium zurückkehrte.
1596 wurde er zum Rittmeister der Kavallerie bestallt und stand als solcher während des Spanisch-Niederländischen Krieges (Achtzigjähriger Krieg) beim Feldzug gegen das besetzte Rees und um 1599 in den Diensten des postulierten Bischofs zu Halberstadt, Herzog Heinrich Julius von Braunschweig. 1602 erhielt er von diesem Herzog das Kommando über 200 Kürassiere, die für den Krieg gegen die Osmanen an den Habsburger Kaiser Rudolf II. übersandt wurden, woraufhin Otto Plato am 10. November 1602 ein Diplom der kaiserlichen Adelsbestätigung und das Inoculat für den Böhmischen Adelsstand erhielt. Kaiser Rudolf II. bestallte ihn 1603 außerdem zum Oberstleutnant unter dem Obristen und Rheingrafen Philipp Orten, wobei Otto Plato faktisch die alleinige Befehlsgewalt über 1400 Kürassier- und Arkebusierreiter innehatte. Ab 1604 war er für zwei Jahre wieder Oberstleutnant in Heinrich Julius Diensten, kam 1606 in den Dienst für Johann Adolf zu Holstein und führte 1000 Reiter, abermals in Ungarn für den Habsburger Kaiser.

### Höherer Offizier protestantischer Fürsten
1612 warb er, erneut für Herzog Heinrich Julius ein Regiment von 500 Reitern, wonach er im Auftrag des Herzogs Ernst Ludwig von Sachsen-Lauenburg (1587–1620) mit einem Söldnerregiment hochdeutscher Knecht auf dänischer Seite im Kalmarkrieg gegen die Schweden kämpfte.
Ab 1615 wurde er unter Herzog Heinrich Julius Nachfolger zum braunschweigischen Obristen befördert und erhielt den Befehl über die Festung Neustadt am Rübenberge. Als im gleichen Jahr die Stadt Braunschweig eine Belagerung abwehren musste, wurde er Obrist des Gelben Regiments, das 3000 Landsknechte umfasste. 1616 wurde er mit dem Rittergut Brokeloh belehnt.
1620 wurde er von den Ständen und allen Fürsten des niedersächsischen Reichskreises als Generalleutnant auf Lebenszeit bestallt. 1621 von König Christian IV. auch zum dänischen Obristen berufen, warb er ein Regiment von 2000 Fußsoldaten und kommandierte es im Dreißigjährigen Krieg bis zu seiner Abdankung. 1622 wurde er vom Administrator des Stifts Magdeburg und Halberstadt, Christian Wilhelm von Brandenburg, ebenfalls als Obrist bestallt und nahm um 1623 als Kommandant von 300 Infanteristen der braunschweigischen Leibgarde an Kampfhandlungen gegen die katholischen Heere teil. Als Kriegssekretär bei Otto Plato von Helversen fungierte der Jurist Johann Martinus (Wirkungsdaten: 1613–1626) aus Eisenach.
Otto Plato starb am 4. Januar 1626 in Wolfenbüttel und wurde am 10. Februar 1626 nach einer langen Leichenprozession aus diversen herzoglichen Gesandten, Hofjunkern, Offizieren, der Landknechtsfahne unter Joachim Friedrich von Creutz, der fürstlichen Leibkompanie, der Witwe und vier Töchtern und zahlreichen Adligen in der damals neuen Marienkirche beigesetzt. Spätere Historiker erwähnten das außergewöhnlich prunkvolle Staatsbegräbnis als Hinweis auf das hohe Ansehen, das Otto Plato bei den Herrschern und Menschen seines Landes und darüber hinaus genoss.

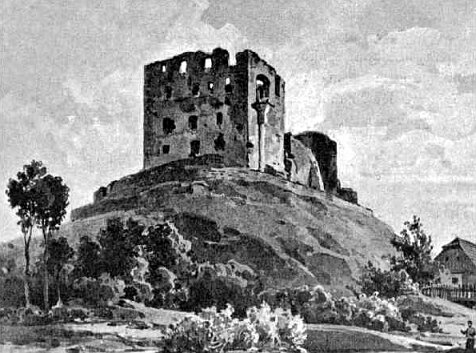
Burg Rothschloss, Skizze um 1906

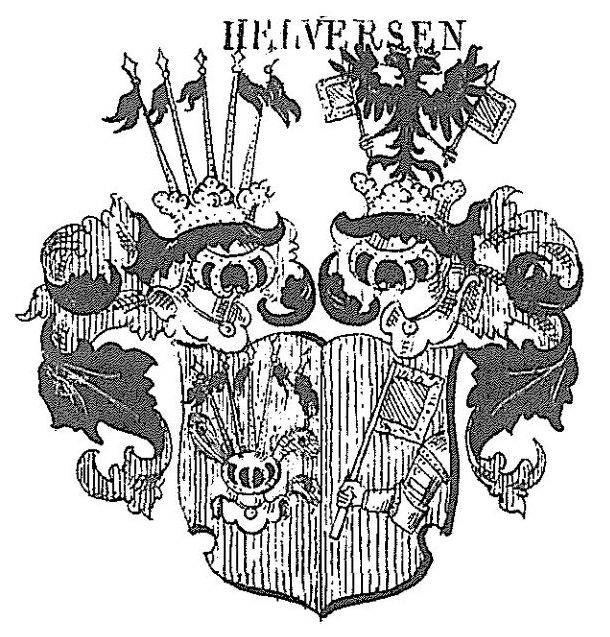
Wappen Helversen, Freiherren in Böhmen

## Familie und Nachkommen
Aus seiner Ehe hatte Otto Plato 8 Söhne und 4 Töchter, darunter:
- Heinrich Julius von Helversen, (* 1595 in Wolfenbüttel; † 12. August 1642 in Landesbergen)
- Otto Georg Freiherr Helversen von Helversheim (* um 1618 in Landesbergen; † Böhmen), am 30. Dezember 1666[17] zu Wien von Kaiser Rudolf II.[2] in den böhmischen Freiherrenstand erhoben; Herr von Rothschloss, Lans bei Krakowitz (Krakovec) von 1660 bis etwa 1705, und Petrowitz; ⚭ um 1649 Gräfin Marie Magdalena Kotz z Dobrse (Tochter des Reichsgrafen Dionysius Heinrich Kotz von Dobrz)
  - Albrecht Freiherr Helversen von Helversheim; ⚭ Franziska Margaretha von Clary und Aldringen[18]
    - Johann Anton Helversen von Helversheim; ⚭ Polerina Maria von Nostitz-Brechwitz, zahlreiche Nachkommen
- Ulrich Philipp von Helversen  (* um 1600 in Wolfenbüttel; † vor 1643)
- Dorothea von Helversen (* 1608 in Wolfenbüttel; † um 1669 in Landesbergen); ⚭ um 1627 zu Wolfenbüttel den Gottfried von Schwan (* um 1602 Düsterbeck/Pommern; † 1628)
  - Christian Siegfried von Schwan (* ca. 1628 Landesbergen; † um 1709 Hilwartshausen); ⚭ um 1650 zu Düsterbeck die Anna Elisabeth von Schwan (* um 1631 Düsterbeck; † nach 1680 Niedersachsen), zahlreiche Nachkommen